# جون فوستر (لاعب كرة قدم)
جون فوستر (بالإنجليزية: John Foster)‏ (19 سبتمبر 1973 في المملكة المتحدة - ) هو لاعب كرة قدم بريطاني في مركز الدفاع. لعب مع مانشستر سيتي ونادي بوري ونادي كارلايل يونايتد ونادي هايد إف سي.

## وصلات خارجية
- جون فوستر على موقع قاعدة بيانات كرة القدم.إي يو (الإنجليزية)
- جون فوستر على موقع Soccerbase.com (لاعب) (الإنجليزية)
- جون فوستر على موقع عالم كرة القدم.نت (الإنجليزية)